# 科尔梅纳尔-德蒙特马约尔
科尔梅纳尔-德蒙特马约尔（西班牙語：Colmenar de Montemayor）是西班牙卡斯蒂利亚-莱昂萨拉曼卡省的一个市镇。 总面积40平方公里，总人口257人（2001年），人口密度6人/平方公里。